# Palác ʻIolani
Palác ʻIolani (anglicky ʻIolani Palace) je jediný královský palác na území Spojených států amerických. Nachází se v centru Honolulu, hlavního města státu Havaj. Palác nechal postavit v roce 1879 král Kalākaua jako reprezentativní sídlo havajských panovníků. Poté, co byla roku 1893 svržena jeho sestra královna Liliuokalani a vyhlášena republika sloužil palác jako sídlo republikánské vlády a poté jako Kapitol v období, kdy byly Havajské ostrovy teritoriem USA a později státem unie. K tomuto účelu přestal být využíván v roce 1969, kdy byly parlament a vláda přestěhovány do nové pro tento účel postavené budovy v sousedství paláce. Palác byl poté zrestaurován a od roku 1978 je otevřen pro veřejnost jako muzeum.

## Historie paláce
Královský palác se nachází na místě dříve známém jako Pohukaina (havajsky země míru). Nacházel se zde dům stejného jména, který sloužil k setkávání místních šlechticů. V roce 1844 zde guvernér ostrova Oahu, Mataia Kekūanāoʻa nechal postavit dům pro svou dceru princeznu Victorii Kamāmalu (sestra pozdějších králů Kamehameha IV. a Kamehameha V.). O rok později dům odkoupil její strýc, král Kamehameha III. poté co do Honolulu přesunul své sídlo z ostrova Maui. V domě nebyly žádné ložnice pouze trůnní sál, recepce a jídelna a obklopovaly ho domy pro služebnictvo. Zpočátku se budova jmenovala Hale Ali'i (doslova Dům náčelníků). Za vlády Kamehamehy V. byl název změněn na ʻIolani. Stalo se tak na počest králova bratra Kamehamehy IV. (jeho celé jméno bylo Alexander Liholiho Keawenui 'Iolani, 'Iolani doslova znamená královský jestřáb). Původní palác, který připomínal spíše královskou vilu než skutečný palác, byl v té době největší budovou na ostrově a sloužil jako oficiální královské sídlo za vlády králů Kamehamehy IV., Kamehamehy V. a Lunalila.
Král Kamehameha V. byl prvním panovníkem, který se rozhodl postavit skutečný královský palác jako symbol svrchovanosti a modernosti havajského státu. Aliʻiōlani Hale která měla být oficiálním sídlem havajské monarchie byla postavena v sousedství paláce ʻIolani v letech 1871 až 1874. V důsledku absence administrativních budov ve městě se nakonec královským palácem nestala. V současnosti zde sídlí Havajský nejvyšší soud. Král Kalākaua který byl ohromen velikostí sídel evropských panovníků nařídil stavbu nového královského sídla namísto původního paláce, který byl v nevyhovujícím stavu. Základní kámen byl položen 31. prosince 1879 a stavba byla dokončena o tři roky později. Jako stavební materiál byly použity cihly, beton a dřevo.